# Braulio Musso
Braulio Enrique Musso Reyes (Limache, 8 marzo 1930 – 18 giugno 2025) è stato un calciatore cileno, di ruolo attaccante.

## Carriera
Con la Nazionale cilena ha preso parte ai Mondiali 1962.